# Tōyō (Kōchi)
Tōyō (jap. 東洋町 Tōyō-chō) – miasto w Japonii, na wyspie Sikoku, w prefekturze Kōchi. Według danych na rok 2020 miejscowość zamieszkiwało 2 194 mieszkańców , a gęstość zaludnienia wyniosła 29,6 os./km².